# 渡部真也
渡部 真也（わたべ しんや）は、日本のミュージシャン、作詞家、作曲家、編曲家、ギタリスト。

## 来歴
海外でスタジオミュージシャンなど多岐にわたり活動を開始する。
帰国後はラジオや番組制作の仕事に携わり、1997年に株式会社コナミコンピューターエンターテインメント札幌に入社。
退社後はフリーランスのサウンド・クリエイターとして、CM音楽やゲーム音楽の作曲、音楽プロジェクトの主催など様々な活動を行っている。
2004年には細井聡司とテクノ・ユニットtekNOTOの作曲、編曲、ボーカルを務めた。
現在はNueroSocietia名義での活動をメインとしている。

## プロジェクト
音楽のジャンルや方向性またはターゲット層の違いにより、複数の名義で音楽活動を行っている。
- NueroSocietia：ハードロック、トランス調の楽曲を得意とする、海外時代から続けている音楽名義。
- Spotlight Kid：いわゆる「アキバ系」と呼ばれる美少女ゲームの音楽。多忙により部下の佐竹信義に引き継ぐが、現在はプロジェクト終了。
- touch trax：J-POP。2003年、多忙によりプロジェクト終了。2011年、ボーカルにVOCALOIDを採用し復活。[1]
- ICE BREAKER：シナリオライターの門司（もんがまえ　つかさ）と立ち上げたゲーム制作プロジェクト。
- I've：wata名義。外注スタッフという形態でサポートメンバーとして参加していた。

## ディスコグラフィー
- NueroSocietia
  - "...SPLIT"
  - "...SPLIT"revealed
  - Rise Dive & Ride

- Spotlight Kid
  - "01"
  - "02"（制作のアナウンスのみ）

- touch trax
  - overclockers
  - touch trax 001 : Gestalt